# Time
Time je americký týdeník a jeden z nejznámějších světových časopisů. První číslo vyšlo v roce 1923 a jeho zakladatelem byl Američan Henry Luce. Time vychází kromě americké ještě v několika verzích a to v evropské (Time Europe), asijské (Time Asia), kanadské (Time Canada) a australské.

## Historie
Charakteristickým rysem časopisu Time jsou červené okraje na titulní straně.

## Osobnost časopisu Time
Časopis Time každý rok vybírá osobnost roku, která podle jeho redakce nejvíce ovlivnila uplynulý rok. Mezi osobnosti, které časopis vybral, patří například Ronald Reagan, George W. Bush, Bill Gates, Bono, Adolf Hitler, Josif Stalin, Rúholláh Chomejní, Vladimir Putin (2007) a Barack Obama (2008). V roce 1999 označil Time Alberta Einsteina za osobnost století.
V roce 1938, v době předmnichovské krize, byli na obálce i dva Češi: 30. května to byl armádní generál Jan Syrový a 3. října pak neznámý podporučík čs. armády J. Denemark, který narukoval během totální mobilizace.

## Time 100
Kromě osobnosti roku sestavuje časopis Time každoročně i seznam 100 nejvlivnějších osobností roku, takzvaný Time 100. Jeho obsahem jsou krátké medailonky vybraných osob.